# Observations d'ovnis en Suisse
Cet article est une liste, non exhaustive, d'observations d'objets volants non identifiés (ovnis) en Suisse dans un ordre chronologique.

## Chronologie
En 1988, l'émission Tell Quel de la Radio télévision suisse (RTS) se penche sur le sujet.

### Années 1960
Dans les années 1960, le journaliste Gilbert Bourquin publie un livre sur les OVNI qu'il a aperçus dans la région de Bienne.

### Années 1970
L'atterissage d'une soucoupe volante à Aire-la-Ville (Genève) en 1971 est un canular élaboré de la RTS aidée des pompiers.

### Années 2000
En 2003, un ovni aurait été aperçu près de Froideville, comme le rapporte le journal 24 heures.

### Années 2010

#### Observation de Genève (2013)
En 2013, un ovni est photographié par une personne au-dessus de la vieille ville de Genève.

#### Observation de Genève (2016)
En octobre 2016, diverses personnes à divers endroits voient et filment ce qui semble être un objet avec trois lumières. Les images se trouvent être un montage effectué pour promouvoir un nouveau lieu festif.

### Observation de Littau (2018)
En mars 2018, à Littau dans le canton de Lucerne, une femme observe et filme un objet « immobile avec une longue traîne brune ». Selon son témoignage, l'objet ne bouge pas « pendant environ deux à trois minutes » puis « fait une sorte de virage à droite avant de disparaître ». La scène se serait répétée quelques minutes plus tard, mais sans que l'objet reste aussi longtemps dans le ciel. La société suisse de contrôle aérien Skyguide étudie les images.

#### Observation de Rossfeld (2019)
L'observation en septembre 2019 d'un objet volant lumineux au-dessus d'un centre commercial dans la zone de Rossfeld, près de Sierre en Valais, est filmée par divers particuliers qui diffusent les images sur les réseaux sociaux. L'hypothèse avancée par des témoins est celle d'un drone. La police cantonale affirme ne pas avoir d'explication pour les images et par ailleurs ne pas être en charge des autorisations de vol des drones. À Sion, la société de navigation aérienne Skyguide ne fournit pas non plus d'explication, et n'est pas chargée de l'autorisation des vols de drone à cette distance de l'aéroport. Le moment de l'apparition, à quelques semaines de l’ouverture de la Foire du Valais sur le thème spatial, et le lieu, laissent penser à un coup de communication des organisateurs, d'autant plus que Migros Valais ne dément pas catégoriquement et « laisse planer le mystère », selon Le Nouvelliste. L'entreprise organisatrice de la foire FVS Group dément. Quelques jours plus tard, un « grand distributeur » révèle qu'il s'agissait d'une opération de publicité pour la foire.

## Armée
Une quinzaine d'observations par des privés et des militaires sont recensées entre 1971 et 1988 par un collaborateur de l'ancien commandement des troupes d'aviation et de défense contre avions (Cadca), devenu ensuite les Forces aériennes. Selon un directeur de la Bibliothèque militaire fédérale (BMF), où sont conservés les documents, le fonctionnaire aurait « agi sans mandat officiel et dans le seul but [...] de documenter sa passion pour les ovnis, et la Confédération n'aurait « jamais manifesté d'intérêt officiel pour les ovnis ». Le journaliste Luc Bürgin, dans un ouvrage dédié à la question, aurait démontré que l'Armée suisse s'est en réalité intéressée au sujet dès le début des années 1950,,.

## Organismes liés aux ovnis
Officiellement, la Suisse ne tient ni statistique ni ne dispose d'instance référente officielle. En 1988, la Télévision suisse romande, dans l'émission Tell quel, questionna les rapports de l'armée suisse et des ovnis, le département militaire fédéral lui répondit que c'était du domaine du secret,.
En 2011, une seule organisation de ce genre existait, le Centro Ufologico della Svizzera italiana (Centre Ufologique de la Suisse italienne - CUSI), fondé en 1995 et qui aurait répertorié 400 cas d'ovni.